# キッス・ファースト 地獄からの使者
『キッス・ファースト 地獄からの使者』（KISS）は、1974年に発売されたキッスのデビュー・アルバムである。

## 解説
ケニー・カーナー（Kenny Kerner）とリッチー・ワイズ（Richie Wise）がプロデュースに起用され、同年2月8日に発表された。
アルバム・ジャケットは、ビートルズのアルバム『ミート・ザ・ビートルズ』のパロディ。発売当初はホラー的なジャケットが影響して色物系バンドとして扱われ、売上は今一つだったが、2年後にゴールド・ディスクを記録した。
本作の発売に先駆け、アメリカ国内で小規模なツアーが行なわれた。
収録曲のほとんどは、現在もライブで演奏されている。

## 収録曲
※（）内は原題
1. ストラッター - "Strutter" (ポール・スタンレー、ジーン・シモンズ)
リードヴォーカルはスタンレー。
2. ナッシング・トゥ・ルーズ - "Nothin' To Lose" (シモンズ)
リードヴォーカルはシモンズ。
3. ファイヤーハウス - "Firehouse" (スタンレー)
リードヴォーカルはスタンレー。ステージでは最後にシモンズが口にエーテルを含み松明に吹きかける。初期の頃は、スタンレーは消防士のヘルメットを被って演奏していた。
4. コールド・ジン - "Cold Gin" (エース・フレーリー)
リードヴォーカルはシモンズ[注釈 1]。
5. レット・ミー・ノウ - "Let Me Know" (スタンレー)
リードヴォーカルはスタンレーとシモンズ。元々のタイトルは「サンデー・ドライバー（Sunday Driver）」で、スタンレーが初めてシモンズに会った時に披露した曲。
6. キッシン・タイム - "Kissin' Time" (カル・マン、バーニー・ロウ)
ボーカルはスタンレー、シモンズ、クリス。オリジナルはボビー・ライデルが1960年に発表したオールディーズ・ナンバー[注釈 2]。プロモーション用に短期間で録音されており、メンバーの評価は低く、ステージで演奏される事は滅多に無い。初回プレス時には収録されておらず、追加分から収録された。
7. ジュース - "Deuce" (シモンズ)
リードヴォーカルはシモンズ。初期のステージではオープニングで演奏される事が多かった。本作収録版はライヴ・テイクと最もかけ離れた印象を与える。
8. キッスのテーマ - "Love Theme From Kiss" (スタンレー、シモンズ、フレーリー、ピーター・クリス)
インストゥルメンタル。ごく初期のステージでは、本曲を含めた「アクロバット(Acrobat)」として演奏されていた。同曲は未発表曲だったが、後にCDボックス・セットとDVD『キッソロジー』に収録された。
9. 10万年の彼方 - "100,000 Years" (スタンレー、シモンズ)
リードヴォーカルはスタンレー。初期のステージではドラム・ソロが入った[注釈 3]。
10. ブラック・ダイヤモンド - "Black Diamond" (スタンレー)
イントロのヴォーカルはスタンレー、本編のヴォーカルはクリス。ライブでは終盤の見せ場の一つで、必ずドラマーによって歌われる。